# Winterland June 1977: The Complete Recordings
Winterland June 1977: The Complete Recordings je box set, složený z koncertních nahrávek skupiny Grateful Dead. Box set obsahuje celkem devět CD. Album vyšlo 1. října 2009 u Grateful Dead Records. Existuje i speciální verze, ke které patří ještě jeden bonusový disk, který byl nahrán 12. května 1977.

## Seznam skladeb
| Disk 1 | Disk 1                  | Disk 1                 | Disk 1 |
| Pořadí | Název                   | Autor                  | Délka  |
| ------ | ----------------------- | ---------------------- | ------ |
| 1.     | Bertha                  | Garcia, Hunter         | 7:34   |
| 2.     | Jack Straw              | Weir, Hunter           | 6:19   |
| 3.     | Tennessee Jed           | Garcia, Hunter         | 9:25   |
| 4.     | Looks Like Rain         | Weir, Barlow           | 9:05   |
| 5.     | Peggy-O                 | traditional            | 10:13  |
| 6.     | Funiculi Funicula       | Turco, Denza           | 3:06   |
| 7.     | El Paso                 | Robbins                | 4:52   |
| 8.     | Friend of the Devil     | Garcia, Dawson, Hunter | 8:42   |
| 9.     | The Music Never Stopped | Weir, Barlow           | 7:20   |

| Disk 2 | Disk 2               | Disk 2          | Disk 2 |
| Pořadí | Název                | Autor           | Délka  |
| ------ | -------------------- | --------------- | ------ |
| 1.     | Scarlet Begonias     | Garcia, Hunter  | 10:11  |
| 2.     | Fire on the Mountain | Hart, Hunter    | 9:03   |
| 3.     | Good Lovin'          | Resnick, Clark  | 7:29   |
| 4.     | Candyman             | Garcia, Hunter  | 7:24   |
| 5.     | Estimated Prophet    | Weir, Barlow    | 8:48   |
| 6.     | He's Gone            | Garcia, Hunter  | 14:47  |
| 7.     | Drums                | Kreutzman, Hart | 3:01   |

| Disk 3 | Disk 3                           | Disk 3         | Disk 3 |
| Pořadí | Název                            | Autor          | Délka  |
| ------ | -------------------------------- | -------------- | ------ |
| 1.     | Samson and Delilah               | traditional    | 9:30   |
| 2.     | Terrapin Station                 | Garcia, Hunter | 10:51  |
| 3.     | (Walk Me Out in the) Morning Dew | Dobson, Rose   | 13:15  |
| 4.     | Around and Around                | Berry          | 9:14   |
| 5.     | Uncle John's Band                | Garcia, Hunter | 11:55  |
| 6.     | U.S. Blues                       | Garcia, Hunter | 6:07   |

| Disk 4 | Disk 4               | Disk 4                | Disk 4 |
| Pořadí | Název                | Autor                 | Délka  |
| ------ | -------------------- | --------------------- | ------ |
| 1.     | New Minglewood Blues | Lewis                 | 6:22   |
| 2.     | Sugaree              | Garcia, Hunter        | 16:46  |
| 3.     | Mexicali Blues       | Weir, Barlow          | 3:55   |
| 4.     | Row Jimmy            | Garcia, Hunter        | 10:34  |
| 5.     | Passenger            | Lesh, Monk            | 3:52   |
| 6.     | Sunrise              | Godchaux              | 4:14   |
| 7.     | Brown-Eyed Women     | Garcia, Hunter        | 5:47   |
| 8.     | It's All Over Now    | B. Womack, S. Womack] | 8:57   |
| 9.     | Jack-A-Roe           | traditional           | 7:19   |
| 10.    | Lazy Lightning       | Weir, Barlow          | 3:24   |
| 11.    | Supplication         | Weir, Barlow          | 5:46   |

| Disk 5 | Disk 5            | Disk 5          | Disk 5 |
| Pořadí | Název             | Autor           | Délka  |
| ------ | ----------------- | --------------- | ------ |
| 1.     | Bertha            | Garcia, Hunter  | 6:53   |
| 2.     | Good Lovin'       | Clarke, Resnick | 6:04   |
| 3.     | Ramble On Rose    | Garcia, Hunter  | 8:08   |
| 4.     | Estimated Prophet | Weir, Barlow    | 9:42   |
| 5.     | Eyes of the World | Garcia, Hunter  | 19:20  |
| 6.     | Drums             | Kreutzman, Hart | 4:05   |

| Disk 6 | Disk 6                          | Disk 6         | Disk 6 |
| Pořadí | Název                           | Autor          | Délka  |
| ------ | ------------------------------- | -------------- | ------ |
| 1.     | The Other One                   | Grateful Dead  | 14:32  |
| 2.     | Wharf Rat                       | Garcia, Hunter | 11:16  |
| 3.     | Not Fade Away                   | Holly, Petty   | 13:44  |
| 4.     | Goin' Down the Road Feeling Bad | traditional    | 8:06   |
| 5.     | Johnny B. Goode                 | Berry          | 4:39   |
| 6.     | Brokedown Palace                | Garcia, Hunter | 7:53   |

| Disk 7 | Disk 7                                | Disk 7         | Disk 7 |
| Pořadí | Název                                 | Autor          | Délka  |
| ------ | ------------------------------------- | -------------- | ------ |
| 1.     | Mississippi Half-Step Uptown Toodeloo | Garcia, Hunter | 11:27  |
| 2.     | Jack Straw                            | Weir, Hunter   | 6:06   |
| 3.     | They Love Each Other                  | Garcia, Hunter | 7:33   |
| 4.     | Cassidy                               | Weir, Barlow   | 5:41   |
| 5.     | Sunrise                               | Godchaux       | 4:14   |
| 6.     | Deal                                  | Garcia, Hunter | 5:48   |
| 7.     | Looks Like Rain                       | Weir, Barlow   | 9:10   |
| 8.     | Loser                                 | Garcia, Hunter | 7:40   |
| 9.     | The Music Never Stopped               | Weir, Barlow   | 7:44   |

| Disk 8 | Disk 8             | Disk 8                     | Disk 8 |
| Pořadí | Název              | Autor                      | Délka  |
| ------ | ------------------ | -------------------------- | ------ |
| 1.     | Samson and Delilah | traditional                | 7:39   |
| 2.     | Funiculi Funicula  | Turco, Denza               | 2:25   |
| 3.     | Help on the Way    | Garcia, Hunter             | 5:09   |
| 4.     | Slipknot!          | Garcia, Hunter             | 9:00   |
| 5.     | Franklin's Tower   | Garcia, Hunter, Kreutzmann | 17:29  |

| Disk 9 | Disk 9                  | Disk 9               | Disk 9 |
| Pořadí | Název                   | Autor                | Délka  |
| ------ | ----------------------- | -------------------- | ------ |
| 1.     | Estimated Prophet       | Weir, Barlow         | 11:36  |
| 2.     | Saint Stephen           | Garcia, Lesh, Hunter | 5:30   |
| 3.     | Not Fade Away           | Holly, Petty         | 6:29   |
| 4.     | Drums                   | Kreutzman, Hart      | 4:22   |
| 5.     | Saint Stephen           | Garcia, Lesh, Hunter | 0:51   |
| 6.     | Terrapin Station        | Garcia, Hunter       | 11:10  |
| 7.     | Sugar Magnolia          | Weir, Hunter         | 9:25   |
| 8.     | U.S. Blues              | Garcia, Hunter       | 6:08   |
| 9.     | One More Saturday Night | Weir                 | 5:18   |

| Bonusový disk | Bonusový disk                         | Bonusový disk                  | Bonusový disk |
| Pořadí        | Název                                 | Autor                          | Délka         |
| ------------- | ------------------------------------- | ------------------------------ | ------------- |
| 1.            | Mississippi Half-Step Uptown Toodeloo | Garcia, Hunter                 | 9:59          |
| 2.            | Dancing in the Street                 | Gaye, Ivy Jo Hunter, Stevenson | 13:56         |
| 3.            | Terrapin Station                      | Garcia, Hunter                 | 10:25         |
| 4.            | Playing in the Band                   | Weir, Hart, Hunter             | 8:18          |
| 5.            | Drums                                 | Kreutzman, Hart                | 4:09          |
| 6.            | Not Fade Away                         | Holly, Petty                   | 14:11         |
| 7.            | Comes a Time                          | Garcia, Hunter                 | 10:19         |
| 8.            | Playing in the Band                   | Weir, Hart, Hunter             | 6:50          |

## Sestava
- Jerry Garcia – sólová kytara, zpěv
- Bob Weir – rytmická kytara, zpěv
- Phil Lesh – basová kytara
- Donna Jean Godchaux – zpěv
- Keith Godchaux – klávesy
- Mickey Hart - bicí
- Bill Kreutzmann – bicí